# Гора Копейка
Гора Копейка — комплексный памятник природы регионального значения, находится в Похвистневском районе Самарской области.

## История
Впервые район объявлен памятником природы постановлением № 8 райисполкома Похвистневского района 12 января 1984 года. Постановлением облисполкома Куйбышевской области № 386 от 3 ноября 1987 года району площадью 115 гектар был придан статус регионального памятника природы. В дальнейшем, за счёт присоединения части поймы реки Большой Кинель и пойменного озера Копейка охраняемая площадь выросла до 260 га.

## География
Памятник природы расположен в 6 км к северо-востоку от города Похвистнево, между сёлами Старопохвистнево и Кутайка. «Гора Копейка» относится к южной части Бугульминско-Белебеевской возвышенности, входя в состав мелких орографических структур — Кинельских яров. Район представляет собой систему сильно расчленённых ложбинами стока степных холмов высотой до 250 метров с крутыми склонами, части поймы реки Большой Кинель и пойменным озером Копейка. Является водоразделом двух малых рек, притоков Большого Кинеля, протекающих параллельно друг другу: Савруша на востоке и Кутлугуш на западе.
Местность сложена породами казанского и татарского ярусов верхнепермской системы, выходящими в виде красноцветных глин и обломочного материала доломитов. На материнской породе распространена каменистая степь, с уникальными видами растений. В ряде мест она прикрыта маломощными смытыми чернозёмами, там расположены участки разнотравно-злаковой степи, а также участки леса и кустарники.

## Антропогенное воздействие
Платообразная часть возвышенности распахана, кроме бровки, выходящей на плато в радиусе 100 м. После проводившихся горно-изыскательных работ остались явные следы антропогенного воздействия: карьеры, порой заполненные водой и загрязнённые нефтепродуктами.

## Флора
На территории памятника произрастает 222 вида высших растений, относящихся к 147 родам, 49 семействам и 3 отделам. Доминирует класс покрытосеменных — 218 видов (98,2 %), среди которых преобладает класс двудольных (189 видов).
44 вида растений внесены в Красную книгу Самарской области, 10 — в Красную книгу РСФСР, и 5 — представители Красной книги СССР. На территории памятника природы произрастает 14 реликтовых вида.